# メイショウオスカル
メイショウオスカル（欧字名:Meisho Oscar、2001年2月25日 - ）は、日本の競走馬。主な勝ち鞍は2004年のフローラステークス、2005年の福島牝馬ステークス。

## 戦績

### 2歳（2003年）- 3歳（2004年）
2003年12月14日の2歳新馬（中京芝1800m）でデビュー。初戦は勝ち馬に1馬身半差の2着に入る。続く2歳未勝利は勝ち馬から0.2秒差の3着に敗れる。
年が明け、3歳未勝利で先手を取るとそのまま1馬身半差をつけて逃げ切り初勝利を挙げる。次走はエルフィンステークスに出走し、マルターズヒートに続く2着と好走した。重賞初挑戦となったチューリップ賞は逃げる競馬で4着に粘ると、続くフラワーカップも先手を取り、ダンスインザムード、ヤマニンアラバスタに交わされるも3着を確保した。次走、フローラステークスは3番手からレースを進め、直線半ばで抜け出すと最後はグローリアスデイズの猛追をハナ差振り切り1着、賞初制覇を飾り、優駿牝馬の優先出走権を獲得した。牝馬クラシック二冠目、優駿牝馬は好位追走も力尽き、13着と惨敗に終わる。夏は休養に充て、4か月ぶりとなったローズステークスは9着に敗れる。続く秋華賞は12着と下位に沈んだ。古馬との初対戦となった阪神牝馬ステークスは中団からの競馬をし、直線で脚を伸ばし4着に入った。

### 4歳（2005年）
4歳初戦、京都金杯で5着となると、続く京都牝馬ステークスは0.3秒差の4着に入る。中山牝馬ステークスは9番人気ながら勝ったウイングレットにクビ差の2着に入る。続く福島牝馬ステークスは1番人気に推され、2番手から4コーナーで先頭に立ち、その後ろを追走していたスターリーヘヴンに3馬身差を付け圧勝、1年ぶりの勝利で重賞2勝目を挙げた。その後は愛知杯に出走、再び1番人気となるが12着と惨敗した。続くマーメイドステークスも9頭立ての7着に終わる。その後はリフレッシュのため放牧に出され、5か月後の中日新聞杯で復帰し、4着に食い込んだ。

### 5歳（2006年）
5歳初戦、京都金杯は11着に終わるが、続く京都牝馬ステークスでマイネサマンサにクビ差・チアフルスマイルと同着の2着と好走する。しかし、次走、中山牝馬ステークスで勝ったヤマニンシュクルから4.0秒離された15着に終わる。その後、レース中に右前脚浅屈腱不全断裂を発症していることが判明し、2日後の3月17日に競走馬登録を抹消し、引退となった。

## 競走成績
以下の内容はnetkeiba.comの情報に基づく。
| 競走日     | 競馬場 | 競走名         | 格   | 距離（馬場）  | 頭 数 | 枠 番 | 馬 番 | オッズ （人気） | 着順 | タイム （上がり3F） | 着差 | 騎手        | 斤量 [kg] | 1着馬（2着馬）         | 馬体重 [kg] |
| ---------- | ------ | -------------- | ---- | ------------- | ----- | ----- | ----- | --------------- | ---- | ------------------- | ---- | ----------- | --------- | ---------------------- | ----------- |
| 2003.12.14 | 中京   | 2歳新馬        |      | 芝1800m（良） | 11    | 8     | 10    | 003.30（1人）   | 02着 | R1:52.3（36.6）     | -0.2 | 0秋山真一郎 | 54        | メレンゲクイーン       | 490         |
| 0000.12.27 | 中京   | 2歳未勝利      |      | 芝1800m（良） | 16    | 4     | 8     | 003.30（1人）   | 03着 | R1:51.6（36.9）     | -0.2 | 0秋山真一郎 | 54        | マルカフローリアン     | 488         |
| 2004.01.17 | 小倉   | 3歳未勝利      |      | 芝1800m（稍） | 16    | 2     | 4     | 008.40（4人）   | 01着 | R1:49.0（35.9）     | -0.2 | 0後藤浩輝   | 54        | （マイネソーサリス）   | 486         |
| 0000.02.07 | 京都   | エルフィンS    | OP   | 芝1600m（良） | 12    | 1     | 1     | 015.00（7人）   | 02着 | R1:35.6（35.7）     | -0.2 | 0藤田伸二   | 54        | マルターズヒート       | 480         |
| 0000.03.06 | 阪神   | チューリップ賞 | GIII | 芝1600m（良） | 15    | 7     | 12    | 015.00（4人）   | 04着 | R1:36.0（35.9）     | -0.5 | 0藤田伸二   | 54        | スイープトウショウ     | 478         |
| 0000.03.20 | 中山   | フラワーC      | GIII | 芝1800m（重） | 15    | 7     | 12    | 018.70（5人）   | 03着 | R1:51.4（37.1）     | -0.5 | 0藤田伸二   | 54        | ダンスインザムード     | 476         |
| 0000.04.25 | 東京   | フローラS      | GII  | 芝2000m（良） | 18    | 3     | 6     | 009.80（5人）   | 01着 | R2:01.1（34.4）     | -0.0 | 0後藤浩輝   | 54        | （グローリアスデイズ） | 480         |
| 0000.05.23 | 東京   | 優駿牝馬       | GI   | 芝2400m（稍） | 18    | 6     | 11    | 035.40（9人）   | 13着 | R2:29.1（36.4）     | -1.9 | 0後藤浩輝   | 55        | ダイワエルシエーロ     | 470         |
| 0000.09.19 | 阪神   | ローズS        | GII  | 芝2000m（良） | 12    | 7     | 9     | 011.90（4人）   | 09着 | R2:00.3（37.4）     | -1.3 | 0武豊       | 54        | レクレドール           | 478         |
| 0000.10.17 | 京都   | 秋華賞         | GI   | 芝2000m（良） | 18    | 5     | 9     | 095.7（13人）   | 12着 | R2:00.1（36.3）     | -1.7 | 0後藤浩輝   | 54        | スイープトウショウ     | 478         |
| 0000.12.19 | 阪神   | 阪神牝馬S      | GII  | 芝1600m（良） | 16    | 5     | 10    | 101.2（12人）   | 04着 | R1:34.4（34.4）     | -0.4 | 0藤田伸二   | 54        | ヘヴンリーロマンス     | 476         |
| 2005.01.05 | 京都   | 京都金杯       | GIII | 芝1600m（良） | 16    | 7     | 13    | 046.2（10人）   | 05着 | R1:34.4（34.6）     | -0.4 | 0藤田伸二   | 52        | ハットトリック         | 476         |
| 0000.01.30 | 京都   | 京都牝馬S      | GIII | 芝1600m（良） | 15    | 3     | 5     | 023.50（7人）   | 04着 | R1:35.3（33.4）     | -0.3 | 0藤田伸二   | 53        | アズマサンダース       | 482         |
| 0000.03.12 | 中山   | 中山牝馬S      | GIII | 芝1800m（良） | 16    | 6     | 11    | 020.70（9人）   | 02着 | R1:49.7（34.6）     | -0.0 | 0江田照男   | 54        | ウイングレット         | 480         |
| 0000.04.24 | 福島   | 福島牝馬S      | GIII | 芝1800m（良） | 16    | 5     | 10    | 005.30（1人）   | 01着 | R1:49.4（34.5）     | -0.5 | 0後藤浩輝   | 54        | （スターリーヘヴン）   | 486         |
| 0000.06.05 | 中京   | 愛知杯         | GIII | 芝2000m（良） | 18    | 2     | 3     | 004.40（1人）   | 12着 | R2:02.1（37.2）     | -0.8 | 0佐藤哲三   | 55.5      | マイネソーサリス       | 488         |
| 0000.07.10 | 阪神   | マーメイドS    | GIII | 芝2000m（稍） | 9     | 7     | 7     | 005.60（4人）   | 07着 | R2:02.3（37.8）     | -1.8 | 0池添謙一   | 55        | ダイワエルシエーロ     | 486         |
| 0000.12.10 | 中京   | 中日新聞杯     | GIII | 芝1800m（良） | 16    | 3     | 6     | 023.8（11人）   | 04着 | R1:46.7（36.6）     | -0.3 | 0武幸四郎   | 56        | グランリーオ           | 484         |
| 2006.01.05 | 京都   | 京都金杯       | GIII | 芝1600m（良） | 16    | 6     | 12    | 041.7（15人）   | 11着 | R1:34.9（35.5）     | -0.9 | 0武幸四郎   | 54        | ビッグプラネット       | 486         |
| 0000.01.29 | 京都   | 京都牝馬S      | GIII | 芝1600m（良） | 16    | 7     | 13    | 033.40（9人）   | 02着 | R1:33.5（34.1）     | -0.0 | 0松永幹夫   | 56        | マイネサマンサ         | 488         |
| 0000.03.12 | 中山   | 中山牝馬S      | GIII | 芝1800m（良） | 16    | 4     | 8     | 007.60（4人）   | 15着 | R1:51.8（39.2）     | -4.0 | 0後藤浩輝   | 55        | ヤマニンシュクル       | 482         |

## 繁殖成績
引退後は故郷の日西牧場で繁殖牝馬となった。
|        | 生年   | 馬名                     | 性 | 毛色   | 父                 | 馬主                                 | 厩舎                                                         | 戦績      | 供用           |
| ------ | ------ | ------------------------ | -- | ------ | ------------------ | ------------------------------------ | ------------------------------------------------------------ | --------- | -------------- |
| 初仔   | 2007年 | メイショウトシイエ       | 牡 | 鹿毛   | ブライアンズタイム | 松本好雄                             | 栗東・安達昭夫 →川崎・今井輝和 →栗東・安達昭夫               | 22戦2勝   | （引退）       |
| 2番仔  | 2008年 | メイショウトモミ         | 牝 | 栗毛   | タイキシャトル     | 松本好雄 →楠田喜彦                   | 栗東・安達昭夫 →佐賀・川田孝好 →栗東・高橋隆 →佐賀・山田義人 | 28戦5勝   | （引退）       |
| 3番仔  | 2009年 | メイショウヒダマリ       | 牝 | 鹿毛   | シンボリクリスエス | 松本好雄 →立川繁幸 →（有）ホースケア | 栗東・安達昭夫 →園田・重畠勝利 →水沢・佐藤祐司               | 15戦0勝   | （引退）       |
| 4番仔  | 2010年 | メイショウムシャ         | 牡 | 黒鹿毛 | メイショウサムソン | 松本好雄                             | 栗東・安達昭夫                                               | 11戦1勝   | （引退）       |
| 5番仔  | 2011年 | メイショウサンキチ       | 牡 | 栗毛   | フレンチデピュティ | 松本好雄 →塩濱攻仁                   | 栗東・安達昭夫 →金沢・高橋道雄 →川崎・鈴木義久               | 55戦13勝  | （引退）       |
| 6番仔  | 2012年 | メイショウキリサメ       | 牡 | 黒鹿毛 | メイショウサムソン | 松本好雄                             | 栗東・安達昭夫                                               | 13戦1勝   | （引退）       |
| 7番仔  | 2014年 | メイショウモウコ         | 牡 | 栗毛   | メイショウボーラー | 松本好雄                             | 栗東・安達昭夫 →北海道・田中淳司                             | 34戦4勝   | （引退）       |
| 8番仔  | 2015年 | レベルスリー             | 牡 | 栗毛   | アグネスデジタル   | 山口裕介                             | 美浦・松永康利 →船橋・林正人 →高知・宮川真衣                 | 100戦16勝 | （引退）       |
| 9番仔  | 2016年 | ドナカルモ               | 牝 | 鹿毛   | メイショウボーラー | 山田貢一 →高山直樹                   | 美浦・本間忍 →佐賀・古賀光範                                 | 7戦0勝    | （引退）       |
| 10番仔 | 2017年 | ドリームオスカル         | 牝 | 鹿毛   | モンテロッソ       | 堀口晴男                             | 栗東・安達昭夫 →高知・雑賀正光                               | 4戦0勝    | （引退）       |
| 11番仔 | 2019年 | クリノオスカル           | 牝 | 栗毛   | メイショウボーラー | 栗本博晴 →栗本八江                   | 栗東・大橋勇樹 →西脇・藤川純 →北海道・山田和久               | 31戦0勝   | （引退・繁殖） |
| 12番仔 | 2020年 | オスカークロンヌ         | 牝 | 黒鹿毛 | サトノクラウン     | 多田賢司                             | 美浦・中川公成                                               | 1戦0勝    | （引退・繁殖） |
| 13番仔 | 2023年 | メイショウオスカルの2023 | 牝 | 栗毛   | セイウンコウセイ   |                                      |                                                              |           | （デビュー前） |

- 2025年4月25日現在。

## 血統表
| メイショウオスカルの血統      | メイショウオスカルの血統                             | メイショウオスカルの血統         | （血統表の出典）                 | （血統表の出典） |
| 父系                          | サンデーサイレンス系                                 | サンデーサイレンス系             | サンデーサイレンス系             | [ § 2 ]          |
| 父 フジキセキ 1992 青鹿毛     | 父の父*サンデーサイレンス Sunday Silence 1986 青鹿毛 | Halo                             | Hail to Reason                   | Hail to Reason   |
| 父 フジキセキ 1992 青鹿毛     | 父の父*サンデーサイレンス Sunday Silence 1986 青鹿毛 | Halo                             | Cosmah                           |                  |
| 父 フジキセキ 1992 青鹿毛     | 父の父*サンデーサイレンス Sunday Silence 1986 青鹿毛 | Wishing Well                     | Understanding                    | Understanding    |
| 父 フジキセキ 1992 青鹿毛     | 父の父*サンデーサイレンス Sunday Silence 1986 青鹿毛 | Wishing Well                     | Mountain Flower                  |                  |
| 父 フジキセキ 1992 青鹿毛     | 父の母*ミルレーサー Millracer 1983 鹿毛              | Le Fabuleux                      | Wild Risk                        | Wild Risk        |
| 父 フジキセキ 1992 青鹿毛     | 父の母*ミルレーサー Millracer 1983 鹿毛              | Le Fabuleux                      | Anguar                           |                  |
| 父 フジキセキ 1992 青鹿毛     | 父の母*ミルレーサー Millracer 1983 鹿毛              | Marston's Mill                   | In Reality                       | In Reality       |
| 父 フジキセキ 1992 青鹿毛     | 父の母*ミルレーサー Millracer 1983 鹿毛              | Marston's Mill                   | Millicent                        |                  |
| 母 メイショウヤヨイ 1991 鹿毛 | 母の父アンバーシャダイ 1977 鹿毛                     | *ノーザンテースト                | Northern Dancer                  | Northern Dancer  |
| 母 メイショウヤヨイ 1991 鹿毛 | 母の父アンバーシャダイ 1977 鹿毛                     | *ノーザンテースト                | Lady Victoria                    |                  |
| 母 メイショウヤヨイ 1991 鹿毛 | 母の父アンバーシャダイ 1977 鹿毛                     | *クリアアンバー                  | Ambiopoise                       | Ambiopoise       |
| 母 メイショウヤヨイ 1991 鹿毛 | 母の父アンバーシャダイ 1977 鹿毛                     | *クリアアンバー                  | One Clear Call                   |                  |
| 母 メイショウヤヨイ 1991 鹿毛 | 母の母ニツセイリラ 1979 鹿毛                         | *ロードリージ                    | Sir Gaylord                      | Sir Gaylord      |
| 母 メイショウヤヨイ 1991 鹿毛 | 母の母ニツセイリラ 1979 鹿毛                         | *ロードリージ                    | Attica                           |                  |
| 母 メイショウヤヨイ 1991 鹿毛 | 母の母ニツセイリラ 1979 鹿毛                         | パールリラ                       | *モンタヴァル                    | *モンタヴァル    |
| 母 メイショウヤヨイ 1991 鹿毛 | 母の母ニツセイリラ 1979 鹿毛                         | パールリラ                       | ミスリラ                         |                  |
| 母系(F-No.)                   | オーリンダセコンド(GB)系(FN:6-b)                     | オーリンダセコンド(GB)系(FN:6-b) | オーリンダセコンド(GB)系(FN:6-b) | [ § 3 ]          |
| 5代内の近親交配               | Turn-to S5×M5                                        | Turn-to S5×M5                    | Turn-to S5×M5                    | [ § 4 ]          |
| 出典                          | 1. 2. 3. 4.                                          | 1. 2. 3. 4.                      | 1. 2. 3. 4.                      | 1. 2. 3. 4.      |